# Laguna Carapã
Laguna Carapã este un oraș în Mato Grosso do Sul (MS), Brazilia.